# Cynotilapia axelrodi
Cynotilapia axelrodi és una espècie de peix de la família dels cíclids i de l'ordre dels perciformes.

## Morfologia
- Els mascles poden assolir 7,7 cm de longitud total.[4][5]

## Alimentació
Menja plàncton.

## Hàbitat
És una espècie de clima tropical que viu entre 2-10 m de fondària.

## Distribució geogràfica
Es troba a Àfrica: llac Malawi.